# Chahār Bīsheh-ye Soflá
Chahār Bīsheh-ye Soflá (persiska: چَهار بيشِه, Chahār Bīsheh, چهاربیشه سفلی) är en ort i Iran.   Den ligger i provinsen Kohgiluyeh och Buyer Ahmad, i den centrala delen av landet, 600 km söder om huvudstaden Teheran. Chahār Bīsheh-ye Soflá ligger 688 meter över havet och antalet invånare är 326.
Terrängen runt Chahār Bīsheh-ye Soflá är varierad. Runt Chahār Bīsheh-ye Soflá är det ganska glesbefolkat, med 45 invånare per kvadratkilometer. Närmaste större samhälle är Dogonbadan, 11,7 km sydost om Chahār Bīsheh-ye Soflá. Omgivningarna runt Chahār Bīsheh-ye Soflá är i huvudsak ett öppet busklandskap.